# Albizia gillardinii
Albizia gillardinii là một loài thực vật có hoa trong họ Đậu. Loài này được G.C.C.Gilbert & Boutique miêu tả khoa học đầu tiên.